# الرياض (كفر الشيخ)
الرياض، مدينة مصرية تقع في أقصى شمال مصر، وتتبع محافظة كفر الشيخ إدراياً، وهي عاصمة مركز الرياض.

## السكان
حسب التعداد السكاني لعام 2006، بلغ إجمالي سكان مدينة الرياض 17,933 نسمة، منهم 8,831 ذكر و 9,102 أنثى.